# Portada/efemèride novembre 29
Joan Gamper
« 28 de novembre · 29 de novembre · 30 de novembre »